# کریستیان اشلیمان
کریستیان اشلیمان (آلمانی: Christian Schliemann؛ زادهٔ ۴ ژوئیهٔ ۱۹۶۲) بازیکن هاکی روی چمن اهل آلمان غربی است.